# Mistrzostwa Świata w Piłce Nożnej 2022 (eliminacje strefy UEFA)/Grupa E
Grupa E kwalifikacji do Mistrzostw Świata FIFA 2022 w strefie UEFA była jedną z dziesięciu grup UEFA w turnieju kwalifikacyjnym do Mistrzostw Świata, które zdecydowała, które drużyny zakwalifikowały się do turnieju finałowego Mistrzostw Świata FIFA 2022 w Katarze. 
Grupa E składała się z pięciu drużyn: Belgii, Walii, Czech, Białorusi i Estonii. Zespoły grały przeciwko sobie u siebie i na wyjeździe w formacie każdy z każdym.
Zwycięzca grupy (Belgia) zakwalifikował się bezpośrednio na Mistrzostwa Świata w Piłce Nożnej 2022, a wicemistrz (Walia) oraz zespół z rankingu Ligi Narodów UEFA (Czechy) awansował do drugiej rundy (baraży).

## Tabela
| Lp. | Drużyna  | M | Mecze | Mecze | Mecze | Bramki | Bramki | Bramki | Pkt |
| Lp. | Drużyna  | M | W     | R     | P     | +      | −      | +/−    | Pkt |
| --- | -------- | - | ----- | ----- | ----- | ------ | ------ | ------ | --- |
| 1.  | Belgia   | 8 | 6     | 2     | 0     | 25     | 6      | +19    | 20  |
| 2.  | Walia    | 8 | 4     | 3     | 1     | 13     | 9      | +4     | 15  |
| 3.  | Czechy   | 8 | 4     | 2     | 2     | 14     | 9      | +5     | 14  |
| 4.  | Estonia  | 8 | 1     | 1     | 6     | 9      | 21     | −12    | 4   |
| 5.  | Białoruś | 8 | 1     | 0     | 7     | 7      | 24     | −17    | 3   |

|          | Belgia | Walia | Czechy | Białoruś | Estonia |
| -------- | ------ | ----- | ------ | -------- | ------- |
| Belgia   | X      | 3:1   | 3:0    | 8:0      | 3:1     |
| Walia    | 1:1    | X     | 1:0    | 5:1      | 0:0     |
| Czechy   | 1:1    | 2:2   | X      | 1:0      | 2:0     |
| Białoruś | 0:1    | 2:3   | 0:2    | X        | 4:2     |
| Estonia  | 2:5    | 0:1   | 2:6    | 2:0      | X       |

## Wyniki
| 24 marca 2021 20:45 CET | Belgia · De Bruyne 22' · T. Hazard 28' · R. Lukaku 73' (k.) | 3:1(2:1)Raport | Walia · 11' Wilson | Stadion Den Dreef, Heverlee Widzów: 0 Sędzia: Cüneyt Çakır |
|                         |                                                             |                |                    |                                                            |

| 24 marca 2021 20:45 CET | Estonia · Sappinen 12' · Anier 86' | 2:6(1:4)Raport | Czechy · 18' Schick · 27' Barák · 32', 43', 48' Souček · 56' Jankto | Arena Lublin, Lublin Widzów: 0 Sędzia: Anastasios Papapetrou |
|                         |                                    |                |                                                                     |                                                              |

| 27 marca 2021 18:00 CET | Białoruś · Lisakowicz 45' (k.), 83' · Kendysz 64' · Sawicki 81' | 4:2(1:1)Raport | Estonia · 31', 55' Anier | Stadion Dynama Mińsk, Mińsk Widzów: 3 611 Sędzia: Robert Hennessy |
|                         |                                                                 |                |                          |                                                                   |

| 27 marca 2021 20:45 CET | Czechy · Provod 50' | 1:1(0:0)Raport | Belgia · 60' R. Lukaku | Synot Tip Aréna, Praga Widzów: 0 Sędzia: William Collum |
|                         |                     |                |                        |                                                         |

| 30 marca 2021 20:45 CET | Belgia · Batshuayi 14' · Vanaken 17', 89' · Trossard 38', 74' · Doku 42' · Praet 49' · Benteke 70' | 8:0(4:0)Raport | Białoruś | Stadion Den Dreef, Heverlee Widzów: 0 Sędzia: Donatas Rumšas |
|                         | |                |          |                                                              |

| 30 marca 2021 20:45 CET | Walia · James 82' | 1:0(0:0)Raport | Czechy | Cardiff City Stadium, Cardiff Widzów: 0 Sędzia: Ovidiu Hațegan |
|                         |                   |                |        |                                                                |

| 2 września 2021 20:45 CET | Estonia · Käit 2' · Sorga 83' | 2:5(1:2)Raport | Belgia · 22' Vanaken · 29', 52' R. Lukaku · 65' Witsel · 76' Foket | A. Le Coq Arena, Tallinn Widzów: 6 685 Sędzia: Guillermo Cuadra Fernández |
|                           |                               |                |                                                                    |                                                                           |

| 2 września 2021 20:45 CET | Czechy · Barák 34' | 1:0(1:0)Raport | Białoruś | Stadion Miejski, Ostrawa Widzów: 7 218 Sędzia: Srđan Jovanović |
|                           |                    |                |          |                                                                |

| 5 września 2021 15:00 CET | Białoruś · Lisakowicz 29' (k.) · Sedko 31' | 2:3(2:1)Raport | Walia · 6' (k.), 69' (k.), 90+3' Bale | Stadion Centralny, Kazań Widzów: 0 Sędzia: Giorgi Kruashvili |
|                           |                                            |                |                                       |                                                              |

| 5 września 2021 20:45 CET | Belgia · R. Lukaku 8' · E. Hazard 41' · Saelemaekers 65' | 3:0(2:0)Raport | Czechy | Stadion Króla Baudouina I, Bruksela Widzów: 21 416 Sędzia: Michael Oliver |
|                           |                                                          |                |        |                                                                           |

| 8 września 2021 20:45 CET | Białoruś | 0:1(0:1)Raport | Belgia · 33' Praet | Stadion Centralny, Kazań Widzów: 0 Sędzia: Paweł Raczkowski |
|                           |          |                |                    |                                                             |

| 8 września 2021 20:45 CET | Walia | 0:0(0:0)Raport | Estonia | Cardiff City Stadium, Cardiff Widzów: 21 624 Sędzia: Ruddy Buquet |
|                           |       |                |         |                                                                   |

| 8 października 2021 20:45 CET | Czechy · Pešek 38' · Ward 49' (sam.) | 2:2(1:1)Raport | Walia · 36' Ramsey · 69' James | Stadion Sinobo, Praga Widzów: 16 856 Sędzia: Deniz Aytekin |
|                               |                                      |                |                                |                                                            |

| 8 października 2021 20:45 CET | Estonia · Sorga 58' · Zenjov 90+3' | 2:0(0:0)Raport | Białoruś | A. Le Coq Arena, Tallinn Widzów: 3 597 Sędzia: Mohammed Al-Hakim |
|                               |                                    |                |          |                                                                  |

| 11 października 2021 20:45 CET | Estonia | 0:1(0:1)Raport | Walia · 12' Moore | A. Le Coq Arena, Tallinn Widzów: 5 118 Sędzia: Sandro Schärer |
|                                |         |                |                   |                                                               |

| 11 października 2021 20:45 CET | Białoruś | 0:2(0:1)Raport | Czechy · 22' Schick · 65' Hložek | Stadion Centralny, Kazań Widzów: 0 Sędzia: François Letexier |
|                                |          |                |                                  |                                                              |

| 13 listopada 2021 20:45 CET | Belgia · Benteke 11' · Carrasco 53' · T. Hazard 74' | 3:1(1:0)Raport | Estonia · 70' Sorga | Stadion Króla Baudouina I, Bruksela Widzów: 29 865 Sędzia: Halil Umut Meler |
|                             |                                                     |                |                     |                                                                             |

| 13 listopada 2021 20:45 CET | Walia · Ramsey 3', 50' (k.) · Williams 20' · Davies 77' · Roberts 90' | 5:1(2:0)Raport | Białoruś · 87' Kancawy | Cardiff City Stadium, Cardiff Widzów: 27 152 Sędzia: Maurizio Mariani |
|                             |                                                                       |                |                        |                                                                       |

| 16 listopada 2021 20:45 CET | Walia · Moore 32' | 1:1(1:1)Raport | Belgia · 12' De Bruyne | Cardiff City Stadium, Cardiff Widzów: 32 343 Sędzia: Artur Soares Dias |
|                             |                   |                |                        |                                                                        |

| 16 listopada 2021 20:45 CET | Czechy · Brabec 59' · Sýkora 85' | 2:0(0:0)Raport | Estonia | Generali Arena, Praga Widzów: 10 076 Sędzia: Orel Grinfeld |
|                             |                                  |                |         |                                                            |

## Strzelcy
5 goli
- Romelu Lukaku

3 gole

- Hans Vanaken
- Witalij Lisakowicz
- Tomáš Souček
- Henri Anier
- Erik Sorga
- Gareth Bale
- Aaron Ramsey

2 gole

- Christian Benteke
- Kevin De Bruyne
- Thorgan Hazard
- Dennis Praet
- Leandro Trossard
- Antonín Barák
- Patrik Schick
- Daniel James
- Kieffer Moore

1 gol

- Michy Batshuayi
- Yannick Carrasco
- Jérémy Doku
- Thomas Foket
- Eden Hazard
- Alexis Saelemaekers
- Axel Witsel
- Arciom Kancawy
- Jurij Kendysz
- Pawieł Sawicki
- Pavel Sedko
- Jakub Brabec
- Adam Hložek
- Jakub Jankto
- Jakub Pešek
- Lukáš Provod
- Jan Sýkora
- Mattias Käit
- Rauno Sappinen
- Sergei Zenjov
- Ben Davies
- Connor Roberts
- Neco Williams
- Harry Wilson

Gole samobójcze
- Danny Ward (dla Czech)